# جان ماري دوفور
جان ماري دوفور (بالإنجليزية: Jean-Marie Dufour)‏ (و. 1949 – م) هو عالم اقتصاد، وأستاذ جامعي، من كندا، ولد في مونتريال.

## التعليم
تعلم في جامعة مكغيل، وجامعة شيكاغو، وجامعة مونتريال.

## مناصب وهيئات
أدار جامعة مونتريال، وجامعة مكغيل.

## جوائز
حصل على جوائز منها:
- نيشان كيبيك الوطني من رتبة ضابط (2006)[4]
- Marcel Vincent Prize  [لغات أخرى]‏
- زمالة غوغنهايم.